# Anaal Nathrakh
Anaal Nathrakh ist eine britische Extreme-Metal-Band. Der Name stammt aus John Boormans Film Excalibur (1981). Dort ist er die erste von drei Zeilen des Zauberspruchs, den Morgan le Fay gelegentlich benutzt. Laut Michael Eversons Übersetzung  bedeutet Anaal Nathrakh so viel wie „Atem der Schlange“. Die Band wurde 1998 in Birmingham gegründet.

## Geschichte
Die Band wurde im Jahr 1998 in Birmingham von Dave Hunt (Benediction) und Mick Kenney (Mistress, Aborym) gegründet. Zur ersten Besetzung gehörte zudem Bassist Leicia, als Schlagzeuger wurde Battlesticks genannt, hinter dem sich ein Drumcomputer verbarg. 1999 erschien zunächst ein selbstbenanntes Demo gefolgt von Total Fucking Necro. Beide Demos erschienen 2000 als Kompilation bei Leviaphonic Records. Bassist Leicia verließ Anaal Nathrakh und das Duo veröffentlichte 2001 das Debütalbum The Codex Necro über Mordgrimm Records, das musikalisch noch dem Black Metal zugeordnet wird. 2003 erschien ebenfalls bei Mordgrimm Records die EP When Fire Rains down from the Sky, Mankind Will Reap as It Has Sown, an der als Gastmusiker Attila Csihar (Mayhem) und Seth Teitan (später Dissection) mitwirkten.
Am 13. November 2003 nahm die Band eine Peel Session auf, an der Schlagzeuger Nick Barker (Dimmu Borgir, Cradle of Filth) als „Battlesticks II“ und Bassist Shane Embury (Napalm Death) als „The Mad Arab“ mitwirkten. Die Aufnahme wurde am 16. Dezember 2003 auf BBC Radio 1 gesendet. Es folgte ein Vertrag bei Season of Mist und 2004 das Album Domine Non Es Dignus. Im März 2005 nahm die Band erneut eine Radiosession für die BBC Rock Show auf, verstärkt wurde sie wie bei der Peel Session im November 2003 durch Schlagzeuger Nick Barker, Bassist Shane Embury (diesmal unter dem Pseudonym Embryonomous) und zusätzlich Gitarrist „Ventnor“. Das Live-Debüt von Anaal Nathrakh fand im Londoner „Underworld“ am 15. Dezember 2005 als Headliner der von Musikmagazin Terrorizer veranstalteten Show A Cold Night in Hell statt, gefolgt von einem weiteren Auftritt im Birminghamer „Edwards No 8“ am 16. Dezember 2005. Als Live-Schlagzeuger wurde Danny Herrera von Napalm Death engagiert. 2006 erschien das dritte Album Eschaton ebenfalls bei Season of Mist.
2007 gründeten Mick Kenney und Shane Embury das Label FETO Records, wo das nächste Album Hell Is Empty, and All the Devils Are Here erschien. Aus dem Live-Geschehen zog sich die Band wieder zurück. Ab 2009 veröffentlichte Anaal Nathrakh über Candlelight Records drei weitere Alben und absolvierte wenige Festival-Auftritte, unter anderem beim Party.San und dem Tilburger Incubate. 2014 erschien das Album Desideratum bei Metal Blade Records, 2016 The Whole Of the Law und im weiteren Zweijahresabstand A New Kind Of Horror und Endarkenment.

## Stil und Texte
Zu Beginn orientierte die Band sich am schnellen und aggressiven Black Metal skandinavischer Bands, laut The Wendigo von Whiskey-soda.de „wirkt Total Fucking Necro wie eine gehirnkranke Version von Emperor, Satyricon, Thorns oder Khold“. Inzwischen vermischt die Band Black-Metal- und Grindcore-Elemente. Die Band erhielt gute Kritiken, bemängelt wurde vor allem das programmierte, sehr klinische Schlagzeug. Typisch sind schnelle, brachiale Parts, welche sich seit dem 2006er Album Eschaton mit eingängigen, mit Klargesang versehenen Refrains abwechseln. Die Gruppe selber fühlt sich weder dem Black Metal, Death Metal oder Grindcore zugehörig und bezeichnet sich selber als Extreme-Metal-Band. Zwar fließen in die Musik Grindcore-typische Riffs und Industrial-typische Samples und Soundeffekte ein, allerdings lehnt die Band eine Zuordnung zu diesen Genres ab.
Am Anfang publizierten Anaal Nathrakh die eigenen Liedtexte nicht, allerdings wich man später davon ab und druckte die Lyrics im CD-Booklet ab. Als Besonderheit werden diese auch von der Band kommentiert, wobei der erläuternde Kommentar zum Text teilweise länger ist als der Songtext selbst. Liedtitel und Aussagen in Interviews machen deutlich, dass sich ihre Arbeit in erster Linie mit apokalyptischen Themen, der Sterblichkeit sowie misanthropischen Inhalten befasst. Der auf einem Teil von Bertrand Russells A Free Man’s Worship basierende Text zu A Firm Foundation of Unyielding Despair beschreibt laut Dave „V.I.T.R.I.O.L.“ Hunt „auf eine sehr klare, bewegende Weise die Tatsache, dass sich das Universum einen Dreck um uns schert“. Hunt stimme jedoch nicht mit den „eher optimistischere[n] Dinge[n]“ im weiteren Verlauf von Russells Text überein. Weitere Inhalte der Band sind durch dunkle Themen politischer und gesellschaftlicher Ereignisse inspiriert. Der Song „Feeding The Death Machine“ auf dem Album Endarkenment wurde am 75. Jahrestag der Befreiung von Auschwitz geschrieben und wurde durch ein Interview inspiriert, in dem eine Überlebende schildert, dass sie nur durch ihre Cello-Künste vor der Gaskammer bewahrt blieb. „Endarkenment“ selbst bezieht sich auf Michael Goves Ausspruch zum Brexit, dass man nun genug von Experten hätte. Gove wurde die Befürwortung einer postfaktischen Trump-Politik vorgeworfen, was die Band mit den Worten »Thus we enter the age of endarkenment« in den Erklärungsnotizen zum Text kommentiert. In „Punish Them“ ließ sich die Band von Hetzkommentaren zu einem Zeitungsartikel inspirieren, der über eine britische Drogenschmugglerin, welche im Ausland von der Todesstrafe bedroht ist, berichtete. Die vorgelesenen Hetzkommentare der Leser wurden im Hintergrund als Audio-Collage eingespielt.

## Artworks
The Whole Of The Law bedient sich des gleichen Gemäldes, welches als Ausschnitt auch Gorgoroths Album Ad Majorem Sathanas Gloriam ziert. Es handelt sich dabei um „Dante and Virgil in Hell“ von William Bouguereau.
Endarkenment wurde für den Handel mit einem neutralen Coversheet versehen, um Zensurproblemen beim Vertrieb vorzubeugen. Das originale Cover darunter auf der Booklet-Vorderseite zeigt einen abgetrennten Schweinskopf mit Penissen statt Augen.

## Diskografie
Demos
- Anaal Nathrakh (1999)
- Total Fucking Necro (1999)

Alben
- The Codex Necro (2001)
- Domine non es dignus (2004)
- Eschaton (2006)
- Hell Is Empty, and All the Devils Are Here (2007)
- In the Constellation of the Black Widow (2009)
- Passion (2011)
- Vanitas (2012)
- Desideratum (2014)
- The Whole of the Law (2016)
- A New Kind of Horror (2018)
- Endarkenment (2020)

EPs
- When Fire Rains Down from the Sky, Mankind Will Reap as It Has Sown (2003)

Singles
- More of Fire Than Blood (2009)
- Man at C&A (2011)
- Of Fire, and Fucking Pigs (2012)

Sonstiges
- Total Fucking Necro (2000, Gesammelte Demos)
- The Candlelight Years (Boxset, 2015)